# Verger à graine

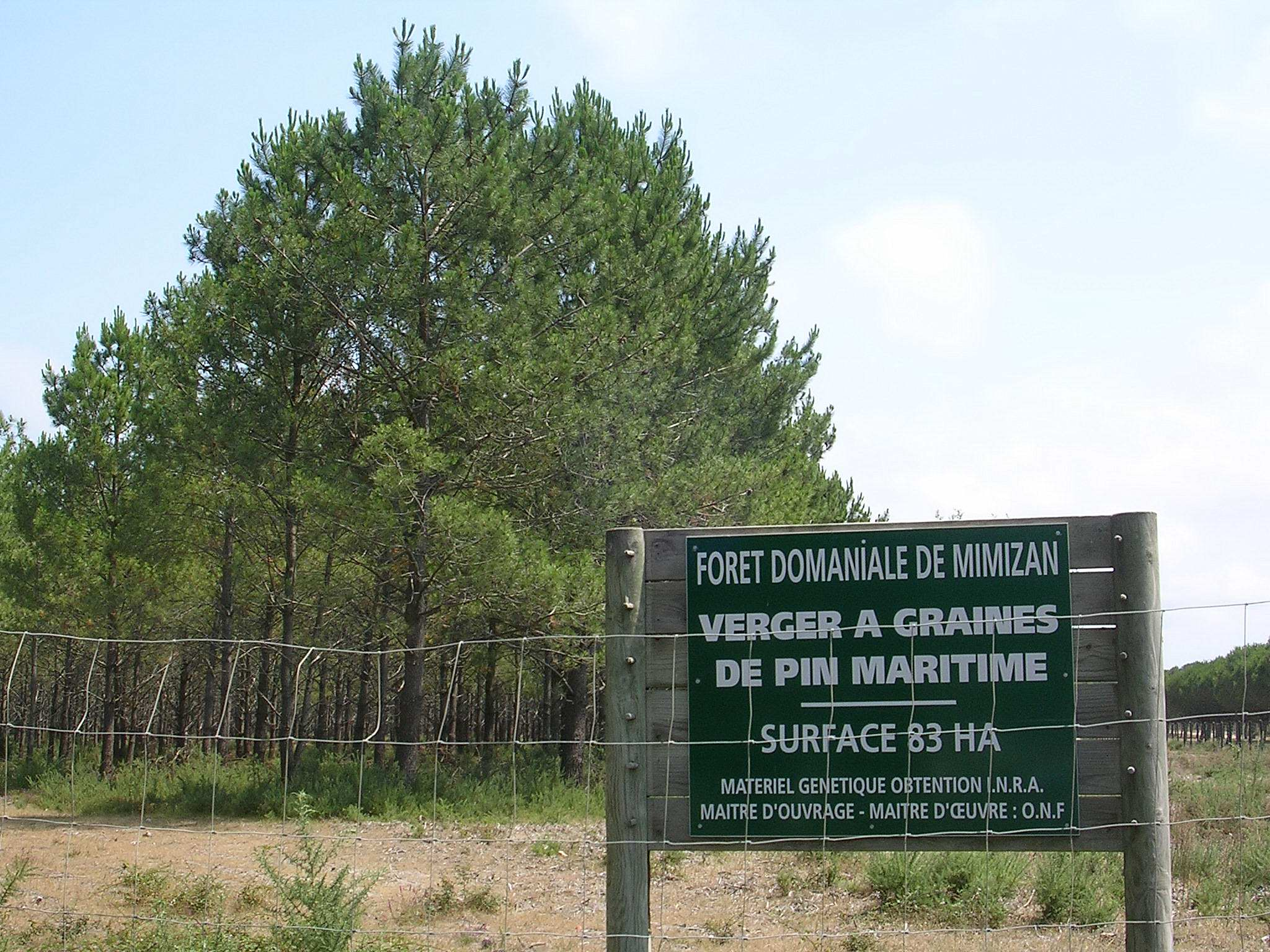
Verger à graines à Mimizan (Landes, France)

Un verger à graines est une plantation isolée et organisée ou gérée de manière à y conserver une combinaison génétique, c'est-à-dire une sélection d'arbres remarquables, en prévenant ou réduisant les pollinisations extérieures, en vue de récoltes fréquentes et abondantes de graines).

Ces vergers, pour le monde végétal joue un double rôle :
- conservatoire de la génétique, comparable aux élevages conservatoires dans le domaine de la conservation de la biodiversité animale, et de même que les zoos jouent de plus en plus un rôle de protection, les jardins botaniques s'associent parfois à la culture de souches d'espèces menacées.
- amélioration variétale en permettant de produire des semences issues de croisements libres entre des arbres choisis pour leurs caractères favorables à un usage forestier. Ces arbres sont choisis parmi des peuplements naturels ou artificiels, de préférence issus de sites ou de régions différents pour assurer une bonne variabilité génétique.

Ces vergers ont répondu à des problématiques de productivité et rentabilité de l'exploitation forestière. Les caractéristiques génétiques sont les mieux connues possibles, dans un esprit d'amélioration des plantes et d'augmentation de la valeur marchande en bois, et/ou de certaines de leurs qualités (rectitude des troncs, couleur ou densité de bois, etc). La création d'un verger à graines est un processus très long, certains arbres ne produisent des graines qu'après plusieurs décennies. Les vergers à graine de seconde génération sont rares, la plupart des espèces commerciales n'ont qu'un nombre limité de vergers à graines.

## Intérêts et limites
Dans le domaine de la biologie de la conservation, pour sauver une espèce (essence) très menacée, un verger à graines peut être (par exemple pour un conservatoire botanique ou pour un conservatoire génétique) l'un des ultimes moyens de sauver ou restaurer une espèce.
En dernier recours, si l'on ne connaît plus qu'un seul ou quelques individus d'une espèce menacée de disparition, une ultime solution est le clonage à partir d'explants prélevés sur cet individu, mais cette technique ne permet pas la conservation d'une diversité génétique minimale plus favorable à la survie de l'espèce.
Le verger à graines est avant tout un système de conservation et l'amélioration des arbres qui évitent de passer par la multiplication végétative, autrement dit le clonage. Les semences issues d'un verger à graines ne sont pas des clones et conservent voire cumulent la diversité génétique des arbres dont elles sont issues. L'utilisation d'arbres provenant de sites éloignés et différents permet de recroiser des populations longtemps isolées. Ces croisements permettent en théorie d'obtenir des plants possédants des aptitudes variées, capable de s'adapter à des conditions différentes. En termes de biodiversité, un verger à graines est supérieur à des graines ou repousses locales, souvent consanguines.
Un verger à graines est moins efficace que la sélection de clone: un verger d'arbres élite permet un gain de 5 à 20 % sur la première génération , avec des clones les gains sont plus rapides, 20 à 30 % dès la première génération  et les générations des clones sont plus rapides à enchaîner que les générations de verger à graines.